# Romolo Bizzotto
Pour les articles homonymes, voir Bizzotto.
Romolo Bizzotto (né le 15 février 1925 à Cerea en Vénétie et mort le 27 mars 2017 à Turin) est un joueur et entraîneur de football italien, qui évoluait au poste de milieu de terrain.

## Biographie

### Joueur
Surnommé Momo, Bizzotto évolue avec l'Hellas Vérone (club de sa province natale) en Serie B, avant de rejoindre la Juventus en 1949-1950 jusqu'en 1951-1952, remportant deux scudetti et inscrivant 2 buts en 46 matchs. Il rejoint ensuite le SPAL puis Palerme, toujours en première division, avant de partir jouer pour Carrarese en Serie C puis de finir sa carrière à l'Associazione Sportiva Lucchese-Libertas entre les Serie D et Serie C.
Au total, il joue 78 matchs et inscrit 3 buts en Serie A, ainsi que 104 matchs et 8 buts en Serie B.

### Entraîneur
En tant qu'entraîneur, il prend les rênes du Verona, du Rimini, de la Reggiana (cinq saisons consécutives en Serie B de 1965 à 1970) et du Reggina, avant d'ensuite devenir l'entraîneur adjoint de la Juventus, avec Cestmir Vycpalek et Carlo Parola puis Giovanni Trapattoni.

## Palmarès
Juventus
- Championnat d'Italie (2) :
  - Champion : 1949-50 et 1951-52.